# 須田晟雄
須田 晟雄（すだ あきお、1944年 - ）は、日本の法学者・弁護士。専門は民法。特に、ドイツ民法・スイス民法・オーストリア民法の錯誤論や瑕疵担保責任を研究。北海学園大学名誉教授。東京都出身。

## 略歴
- 1968年 - 上智大学法学部卒業
- 1972年 - 同大学院法学研究科博士課程満期退学（指導教授は品川孝次）[1]
- 同年 - 北海学園大学法学部講師
- 1975年 - 同法学部助教授
- 1984年 - 同法学部教授
- 1986年 - 同大学院法学研究科教授[2]
- 2005年 - 同法科大学院専任教授
- 同年 - 同大学院法務研究科科長(~ 2008年)[3]
- 2015年 - 北海学園大学定年退職。同名誉教授。弁護士登録[4]

なお、法科大学院「専任」となっているものの、民法教員が少ないため、北海学園大学大学院法学研究科担当教授を兼任していた。
この他、北海道消費生活審議会会長、石狩市行政改革懇話会会長、札幌家庭裁判所調停委員などを務める。北海道東海大学・税務大学校・北海道大学農学部・北海商科大学商学部などで非常勤講師も務めた。
また、在学生が判例を学究しやすいように法学部創設二十周年を機に判例演習室を創設に尽力。

## 著書・主要論文
- 『要素の錯誤ー判例の分析を中心にして』（法学研究 8号～13号、1972年～1977年）
- 遠藤浩・水本浩編『民法総則 （改訂版）』（分担執筆、青林書院、1993年）
- 水本浩編『民法〈1〉―総則1』（分担執筆、青林書院、1995年）
- 『錯誤と瑕疵担保責任の関係について』（法学研究 32号～38号、1996年～2002年）
- 辻伸行と共編『民法解釈学の展望ー品川孝次先生古稀記念』（信山社出版、2002年）